# (24308) Cowenco
(24308) Cowenco est un astéroïde de la ceinture principale.

## Description
(24308) Cowenco est un astéroïde de la ceinture principale. Il fut découvert le 29 décembre 1999 à Eskridge par Gary Hug et Graham E. Bell. Il présente une orbite caractérisée par un demi-grand axe de 2,97 UA, une excentricité de 0,07 et une inclinaison de 1,6° par rapport à l'écliptique.

## Compléments